# Prowincja Cibitoke
Cibitoke – jedna z 17 prowincji w Burundi, znajdująca się w północno-zachodniej części kraju. Większość granicy prowincji jest jednocześnie granicą państwową, od północy z Rwandą i od zachodu z Demokratyczną Republiką Konga. 